# Törles Knöll
Törles Tim Knöll (Dieburg, 13 settembre 1997) è un calciatore tedesco, attaccante del Vukovar.

## Carriera

### Club
Cresciuto nelle giovanili di Eintracht Francoforte, FSV Francoforte e Magonza, nel 2016 viene acquistato dall'Amburgo che lo aggrega alla formazione delle riserve.
Nella prima stagione in Regionalliga mette a segno 17 reti in 32 presenze.

### Nazionale
Partecipa con la nazionale Under-20 tedesca al campionato mondiale 2017 di categoria, disputando 3 partite.